# زرگران (مرودشت)
زرگران (مرودشت)، روستایی از توابع بخش مرکزی شهرستان مرودشت در استان فارس ایران است.

## جمعیت
این روستا در منطقه رامجردیک قرار دارد و براساس سرشماری مرکز آمار ایران در سال ۱۳۸۵، جمعیت آن ۱٬۷۴۷ نفر (۳۷۹خانوار) بوده‌است.